# 무사시야마토역
무사시야마토역(일본어: 武蔵大和駅)은 일본 도쿄도 히가시무라야마시에 있는 철도역이다.
이 역과 다음역인 야사카역 사이에 메구리타 신호장이 있으며, 복선 구간으로 운행한다.

## 타는 곳
| ↑ 야사카        |
| 1 \|            |
| 세이부 유원지 ↓ |

| ■ 다마코 선 | 상행선 | 하기야마・고쿠분지・ 하이지마 선으로 직결 운행 고다이라・ 신주쿠 선으로 직결 운행 세이부 신주쿠 방면 |
| ■ 다마코 선 | 하행선 | 세이부 유원지 방면                                                                                   |

## 역세권 정보
- 도쿄 도립 사야마 자연공원
- 다마 호

## 역사
- 1930년 1월 23일: 무라야마 저수지 역(일본어: 村山貯水池駅)으로 영업 개시.
- 1936년 12월 30일: 무사시야마토역으로 역명 변경.

## 사진

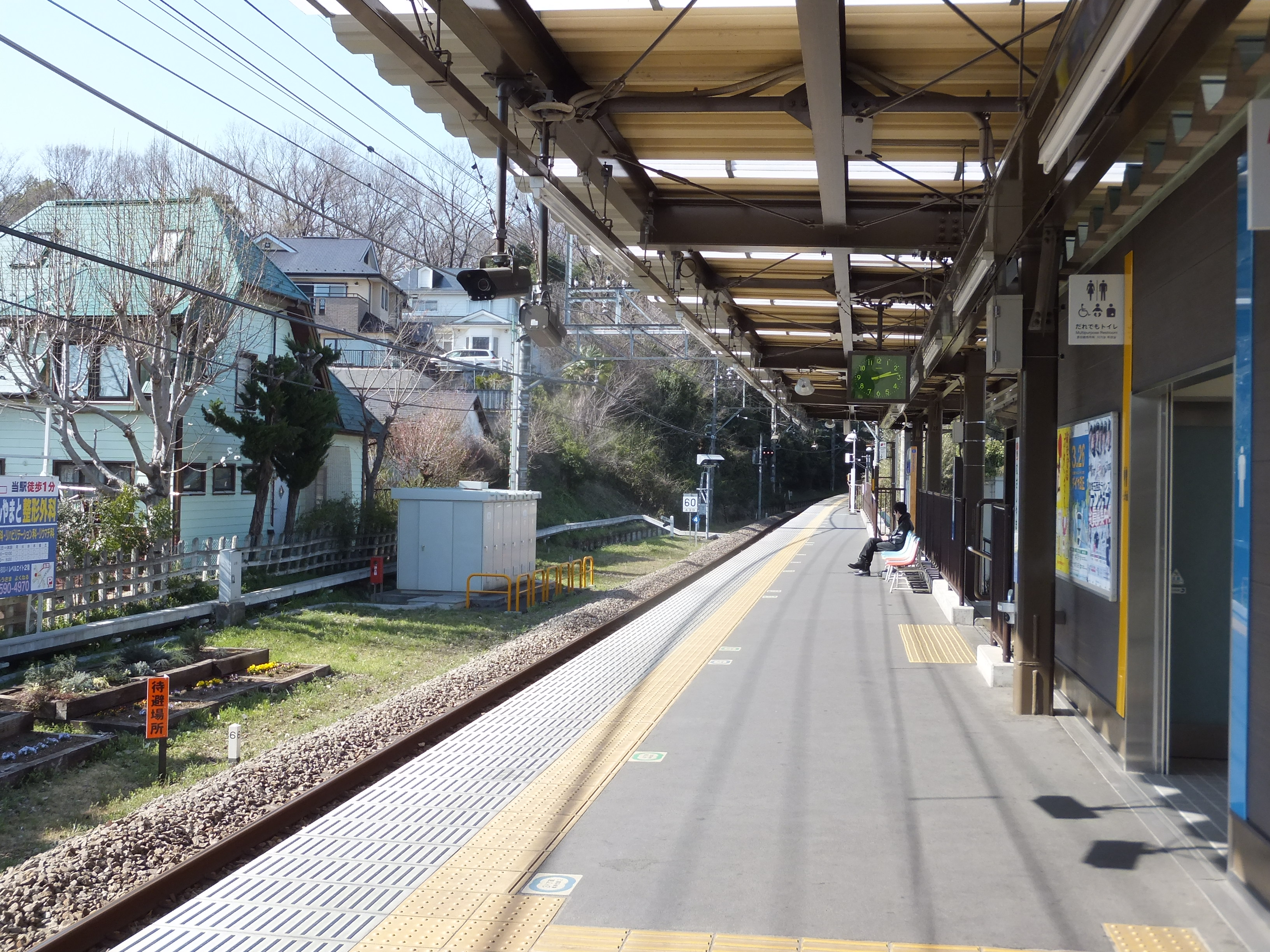
승강장 모습

## 인접역
| 세이부 철도■다마코 선          | 세이부 철도■다마코 선 | 세이부 철도■다마코 선 |
| ------------------------------ | --------------------- | --------------------- |
| 야사카 고쿠분지, 고다이라 방면 | ■보통                 | 세이부 유원지 방면    |